# Kartularz z Lorsch

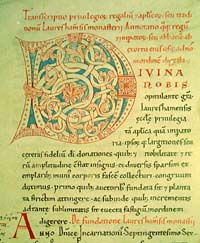
Pierwsza strona kartularza z Lorsch

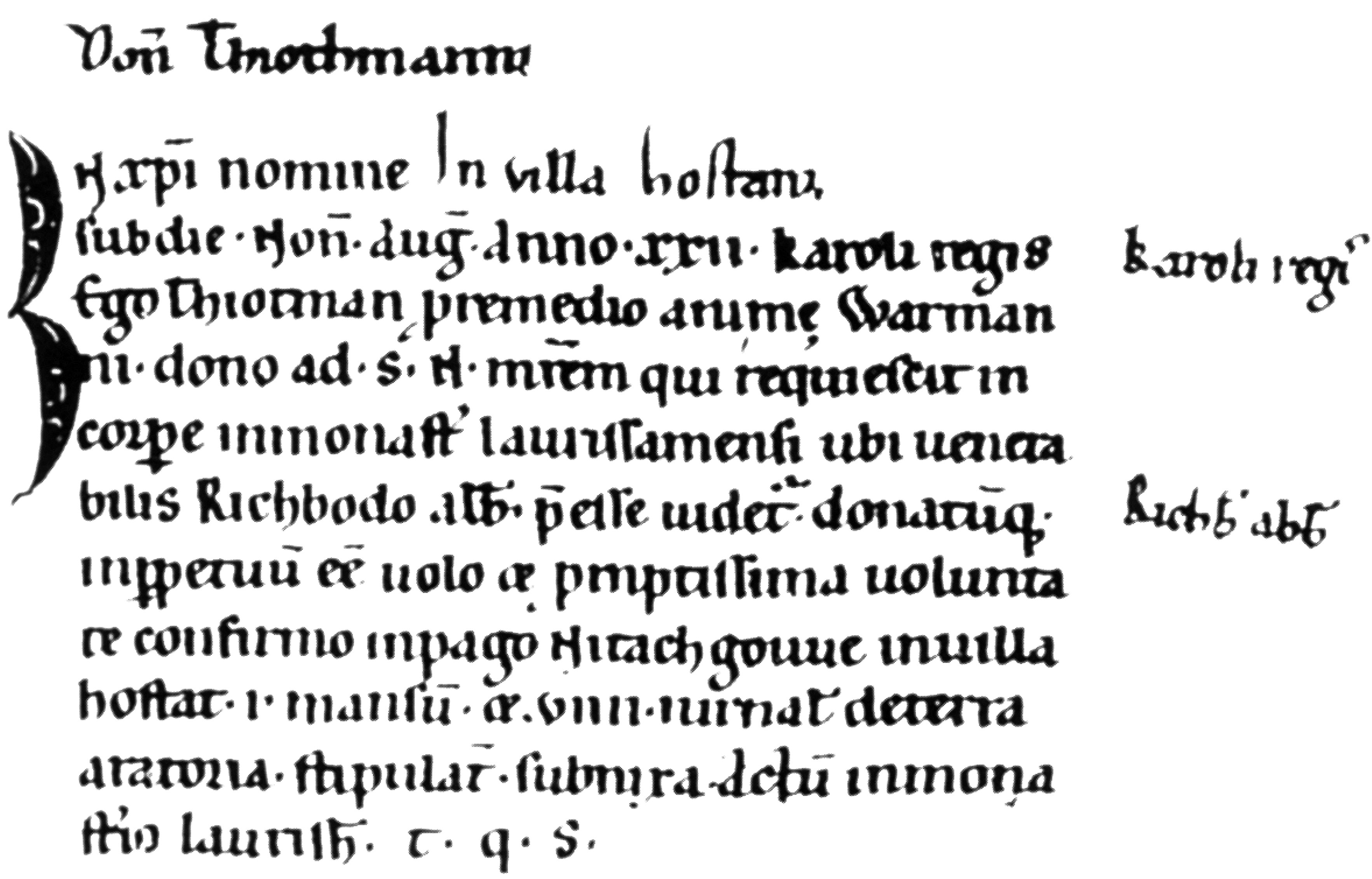
Cod. Laur. III, Nr. 3399: Darowizna dla klasztoru Lorsch z sierpnia 790 r. wieś Hostat

Kartularz z Lorsch (łac. Codex Laureshamensis) – księga odpisów dawnego benedyktyńskiego opactwa Rzeszy w Lorsch, głównego ośrodka kultury Królestwa Frankońskiego. Manuskrypt powstał u schyłku świetności klasztoru, między rokiem 1167 a 1190. Zawiera ponad 3800 kopii dokumentów o darowiznach, przywilejach, transakcjach kupna-sprzedaży itp. Zaliczany jest do najważniejszych źródeł o historii własności feudalnej i chłopskiej w VIII-IX wieku. Obecnie kartularz przechowywany jest w archiwum państwowym w Würzburgu.

## Historia
Kartularz został sporządzony, by udokumentować prawa własności i przywileje klasztoru w Lorsch. Spisany został w XII wieku, kiedy szczyt potęgi opactwa już minął.
Księga liczy 235 stron pergaminowych, zapisanych ręcznie minuskułą karolińską, często zdobionych barwnymi inicjałami. Okładka księgi z 1479 r. wykonana jest z drewna bukowego obciągniętego skórą świńską. Widnieje na niej herb norbertańskiego proboszcza Eberharda von Wasena, z którego inicjatywy kartularz oprawiono i odrestaurowano.
Księga składa się z 3836 odpisów świadectw sprzedaży, kupna, darowizn itp. Najstarsze opisane i zarejestrowane transakcje pochodzą z 764 r. Księga jest najstarszym źródłem pisanym wiedzy o ponad 1000 miejscowości. Liczne darowizny na rzecz klasztoru spisano w następujący sposób – jako pierwsze podano dobra podarowane przez cesarza oraz książąt, w drugiej kolejności opisano darowizny okolicznej ludności. Te ostatnie uporządkowane są według okręgów (niem. Gau): Wormsgau (gdzie klasztor posiadał około 1180 dóbr), Speyergau, Lobdengau, Rheingau, Maingau, Neckergau, Kraichgau itd.
Kartularz zawiera również spis darczyńców oraz kronikę opatów, która służy jako źródło wiedzy na temat rozbudowy klasztoru oraz historii skarbca kościelnego.
Po rozwiązaniu klasztoru Lorsch w 1556 r. kartularz trafił do Heidelbergu, skąd sto lat później do Moguncji, a następnie przez Aschaffenburg i Würzburg do Monachium.
Księga została po raz pierwszy opublikowana przez Akademię Nauk Palatynantu w Mannheim w latach 1768–1770.
Obecnie kartularz znajduje się w zbiorach państwowego archiwum w Würzburgu.

## Literatura
- Codex Laureshamensis. Das Urkundenbuch des ehemaligen Reichsklosters Lorch. Neustadt/Aisch: Sonderveröffentlichungen der Staatlichen Archive Bayerns 1, 2003. ISBN 3-921635-71-3. (niem.). Brak numerów stron w książce
- Karl Josef Minst: Lorscher Codex deutsch. Urkundenbuch der ehemaligen Fürstabtei Lorsch. Lorsch: 1966 1972. ISBN 3-921635-71-3. (niem.). Brak numerów stron w książce
- Karl Glöckner: Codex Laureshamensis. Darmstadt: 1929-1936, Wyd. 1963. ISBN 3-921635-71-3. [dostęp 2009-02-01]. (niem.). Brak numerów stron w książce